# Hieracium nargonense
Hieracium nargonense es una especie de planta con flor del género Hieracium, de la familia Asteraceae, orden Asterales.

## Distribución
Hieracium nargonense se distribuye por España.

## Taxonomía
Fue descrita científicamente por Mateo.